# Solariellidae
Solariellidae zijn een familie van weekdieren uit de klasse van de Gastropoda (slakken).

## Geslachten
- Archiminolia Iredale, 1929
- Arxellia Vilvens, Williams & Herbert, 2014
- Bathymophila Dall, 1881
- Elaphriella Vilvens & Williams, 2016
- Hazuregyra Shikama, 1962
- Ilanga Herbert, 1987
- Lamellitrochus Quinn, 1991
- Microgaza Dall, 1881
- Minolia A. Adams, 1860
- Minolops Iredale, 1929
- Solariella S.V. Wood, 1842
- Spectamen Iredale, 1924
- Suavotrochus Dall, 1924
- Zetela Finlay, 1926